# Platycleis irinae
Platycleis irinae är en insektsart som beskrevs av Sergeev och Pokivajlov 1992. Platycleis irinae ingår i släktet Platycleis och familjen vårtbitare. Inga underarter finns listade i Catalogue of Life.